# Irolita westraliensis
Irolita westraliensis (лат.) — вид хрящевых рыб семейства Arhynchobatidae отряда скатообразных. Обитают в субтропических водах Западной Австралии. Встречаются на глубине до 210 м. Их крупные, уплощённые грудные плавники образуют диск в форме сердечка с округлым рылом. Ближе к концу хвоста имеются 2 спинных плавника. Максимальная зарегистрированная длина 43 см. Откладывают яйца. Не являются объектом целевого промысла.

## Таксономия
Впервые вид был научно описан в 2008 году. На основании пересмотра таксона он был признан самостоятельным видом и отделён от Irolita waitii, обитающих южнее. Вид назван по географическому месту обитания (англ. West Australia). Голотип представляет собой взрослого самца длиной 34,8 см, пойманного к северо-западу от Порт-Хедленда (18°50′ ю. ш. 117°40′ в. д.) на глубине 169 м. Паратипы: взрослый самец длиной 35,3 см, неполовозрелый самец длиной 19,1 см, пойманные там же на глубине 154—167 см, самки длиной 27,5—42,2 см и неполовозрелый самец длиной 35,8 см, пойманные в архипелаге Дампир на глубине 172—194 м.

## Ареал
Эти скаты являются эндемиками ограниченной области вод, омывающих берега Западной Австралии. Встречаются на границе континентального шельфа и в верхней части материкового склона на глубине 140—210 м.

## Описание
Широкие и плоские грудные плавники этих скатов образуют гладкий диск в виде сердечка с округлым рылом. На вентральной стороне диска расположены 5 жаберных щелей, ноздри и рот. На тонком хвосте имеются латеральные складки. Хвостовой плавник редуцирован. Дорсальную поверхность диска покрывают голубоватые пятна неправильной формы. Иногда на хвосте видны тёмные полосы. Орбитальные колючки отсутствуют. Расстояние от кончика рыла до клоаки обычно меньше длины хвоста. Хвост довольно тонкий и узкий в поперечнике. Ближе к концу хвоста расположены 2 маленьких спинных плавника. Расстояние от второго спинного плавника до кончика хвоста более чем в 3,5 раза превышает ширину хвоста в средней части. Количество позвонков в туловищном отделе 35—39, количество луче, образующих грудные плавники 87—94. Максимальная зарегистрированная длина 43 см.

## Взаимодействие с человеком
Эти скаты не представляют интереса для промысла, но могут попадаться в качестве прилова. В ареале ведётся промысел. Данных для оценки Международным союзом охраны природы охранного статуса вида недостаточно.